# Žibartas Juozas Jackūnas

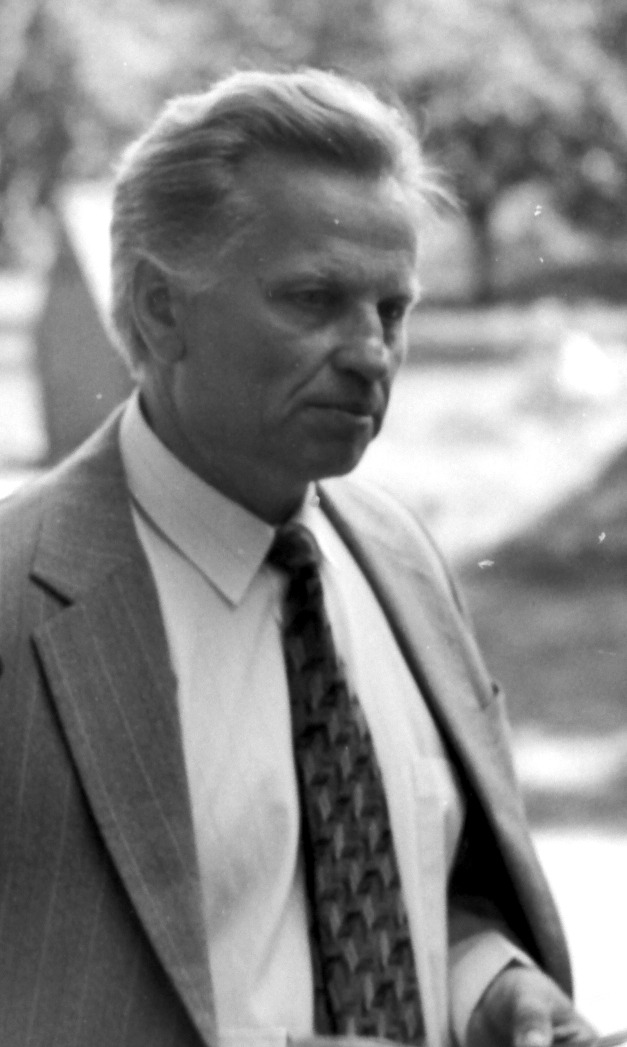
Žibartas Juozas Jackūnas

Žibartas Juozas Jackūnas (* 20. März 1940 in Vilnius, Litauen) ist ein litauischer Philosoph und ehemaliger Politiker.

## Leben
Von 1958 bis 1963 studierte er Litauische Sprache und Literatur am Vilniaus pedagoginis institutas. Er promovierte 1981 in Philosophie an der Vilniaus universitetas. Von 1965 bis 1968 war er Assistent am Vilniaus pedagoginis institutas, von 1971 bis 1972 lehrte er im Lehrstuhl für Philosophie. Von 1996 bis 2000 war er Mitglied des Seimas. Danach arbeitete er im Forschungsinstitut und leitete eine Abteilung.

## Bibliografie
- Menas-prasmė-pažinimas, 2004 m.

## Quelle
1. ↑  VLE VIII tomas, S. 463 Žibartas Juozas Jackūnas

| Personendaten    | Personendaten                       |
| ---------------- | ----------------------------------- |
| NAME             | Jackūnas, Žibartas Juozas           |
| KURZBESCHREIBUNG | litauischer Philosoph und Politiker |
| GEBURTSDATUM     | 20. März 1940                       |
| GEBURTSORT       | Vilnius, Litauen                    |